# Bab al-Futuh

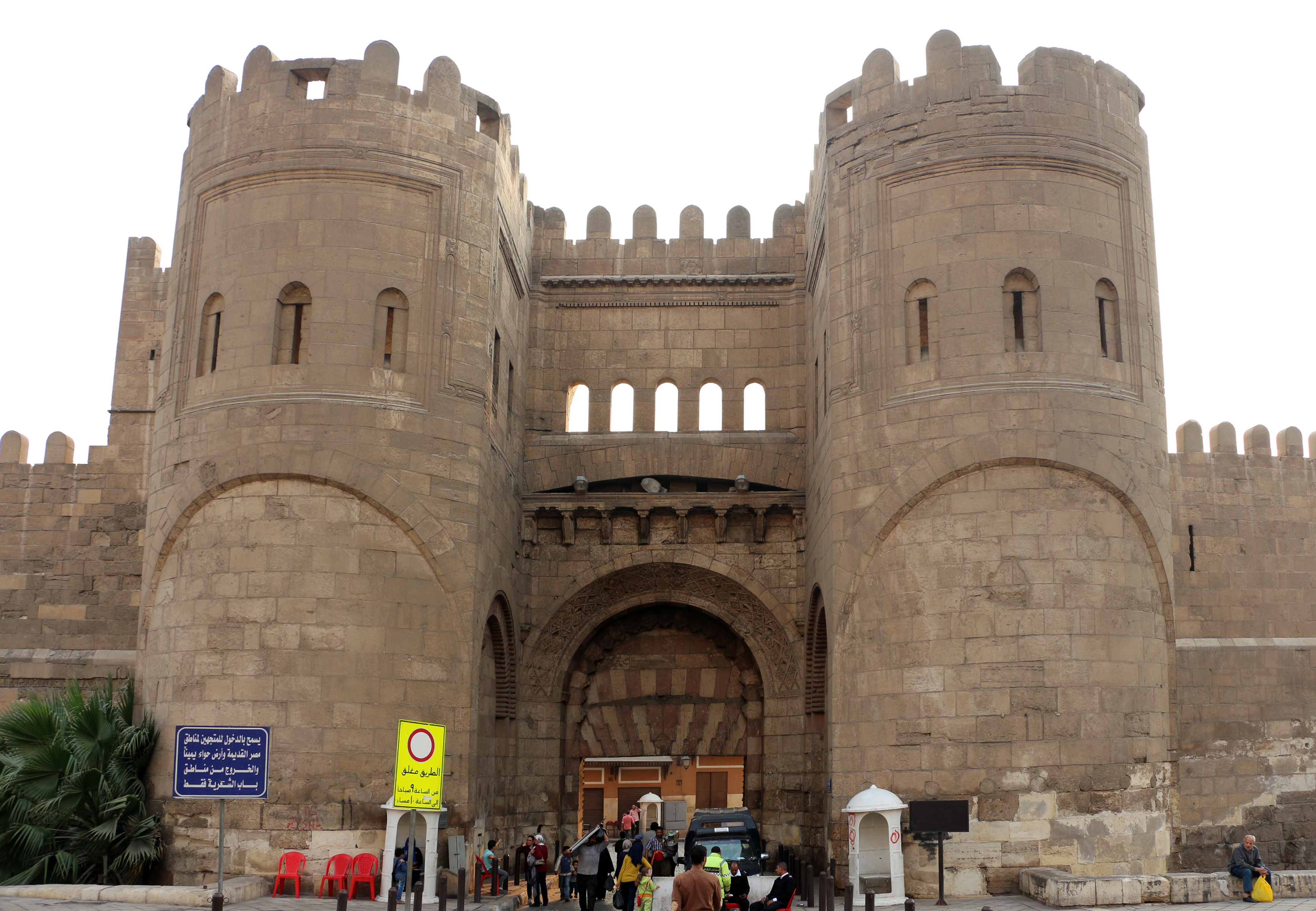
Das Bab al-Futuh von Norden gesehen

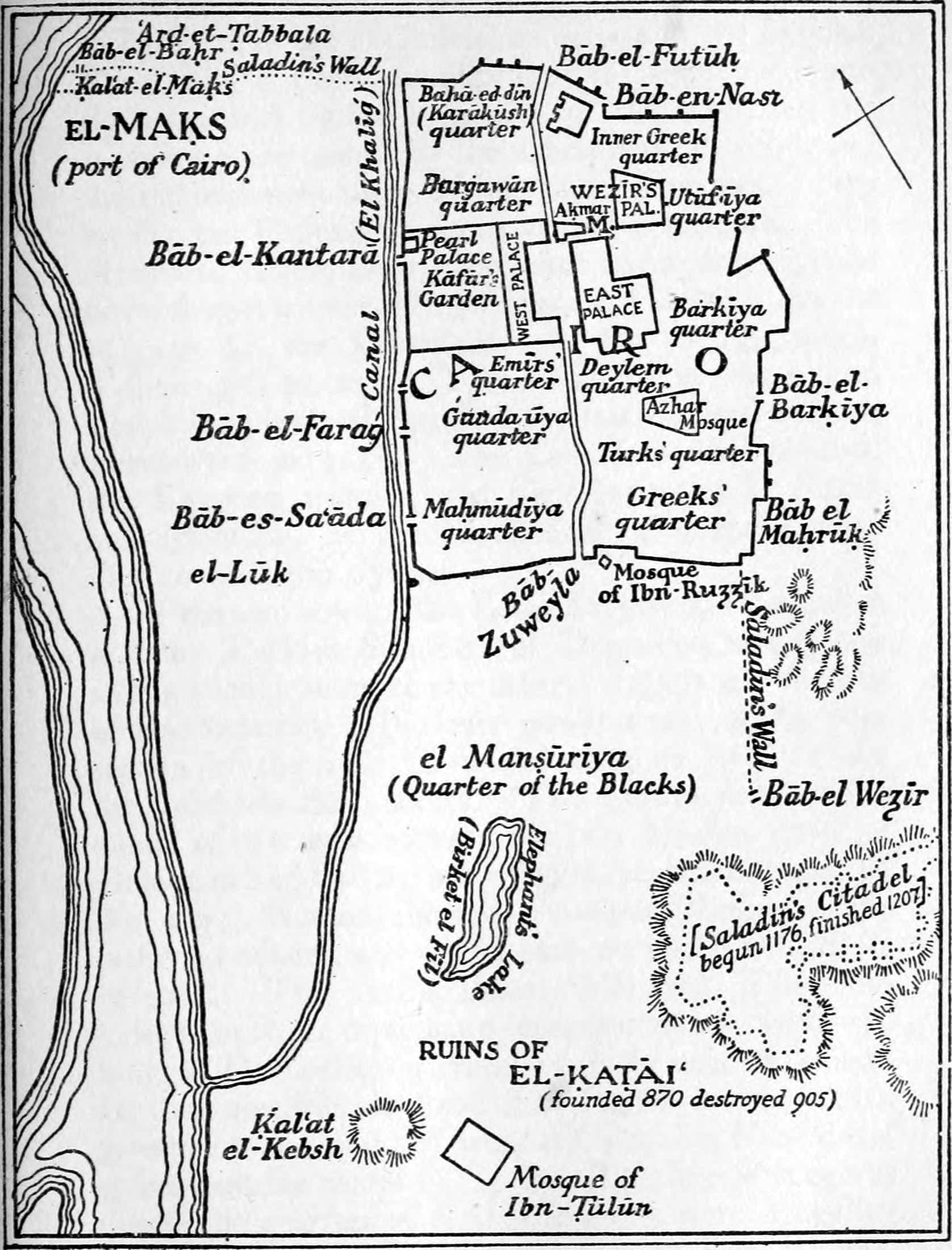
Karte des mittelalterlichen Kairo und Umgebung mit dem „Bab al-Futuh“ oben in der Mitte des Bildes

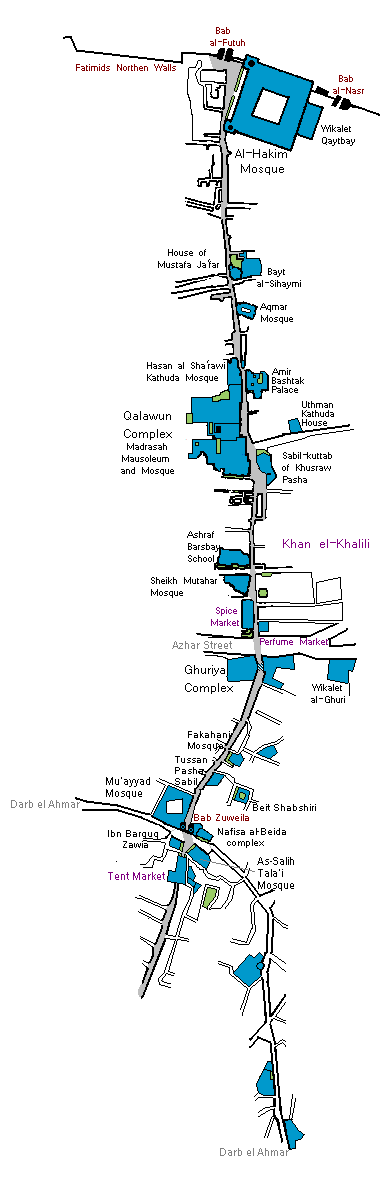
Die heutigen Sehenswürdigkeiten des alten al-Qahira mit dem Bab al-Futuh im Norden der al-Muizz-Straße

Das Bab al-Futuh (arabisch باب الفتوح, DMG Bāb al-Futūḥ ‚Tor der Eroberungen‘) ist eines der drei heute noch erhaltenen Stadttore der mittelalterlichen Stadt al-Qahira, die als im Jahre 969 nach Christus gegründete Palaststadt der Fatimiden-Dynastie namensgebend für das heutige Kairo, die Hauptstadt Ägyptens, geworden ist. Genauso wie das Bab an-Nasr führt das Bab al-Futuh nach Norden aus der Stadt, während das Bab Zuweila einen Weg nach Süden bildet.

## Stadtgründung: Erste Mauer und erste Tore
Nach der Eroberung Ägyptens durch den Fatimiden-Feldherrn Dschauhar as-Siqillī im Jahre 969, beschloss sein Herr, der bisher in Kairuan (Tunesien) residierende Fatimiden-Kalif al-Muizz li-Din Allah, seine Residenz nach Ägypten zu verlegen. Der siegreiche Feldherr wurde beauftragt, für seinen Herrn in der Nähe der bisherigen ägyptischen Hauptstadt al-Fustat eine neue Palaststadt zu errichten. Nordöstlich von al-Fustat ließ Dschauhar ab dem Jahre 970 die Stadt al-Qahira mit Palästen, Gärten und Wohnquartieren für die Würdenträger und Soldaten der Besatzungsmacht bauen, die er mit einer Mauer aus Lehmziegeln umschloss. Durch diese Mauer führten mehrere Tore in alle Richtungen.
Im Zentrum der neuen Palast- und Garnisonsstadt al-Qahira lag ein großer Platz, der „zwischen den beiden Palästen“ (arabisch: „Baina al-Qasrain“) angelegt worden war. Durch den Platz führte die Hauptstraße von al-Qahira, die vom Bab al-Futuh im Norden bis zum Bab Zuweila im Süden führte. Diese Straße wurde von den Kalifen für prunkvolle Paraden und Umzüge genutzt.
Diese damalige Hauptverkehrsachse ist heute als al-Muizz-Straße aufgrund der vielen hier gelegenen islamischen Baudenkmäler eine bedeutende Touristen-Attraktion in Kairo.

## Neue Stadtmauer des Badr al-Dschamali

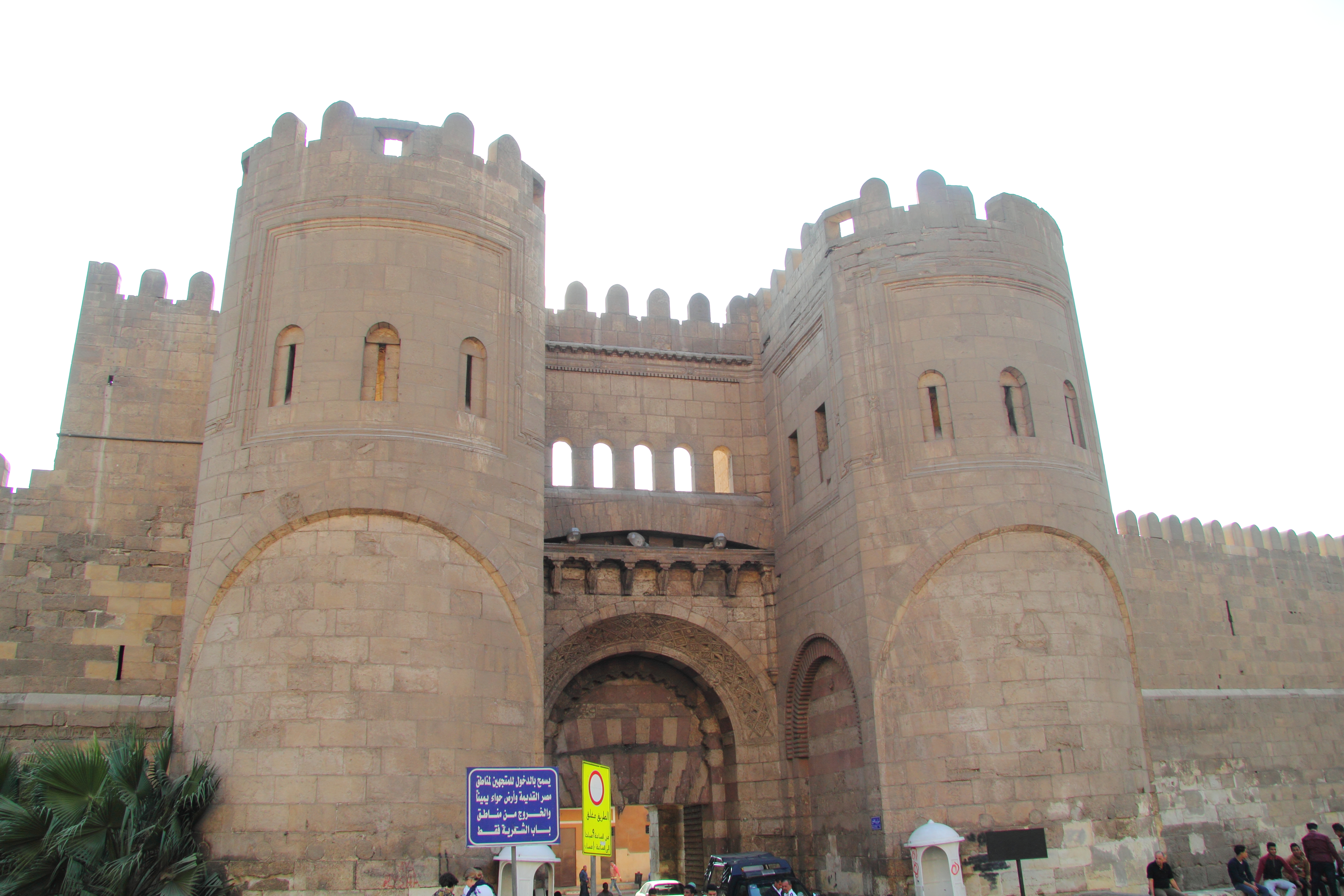
Außenseite des Bab al-Futuh, von Norden gesehen
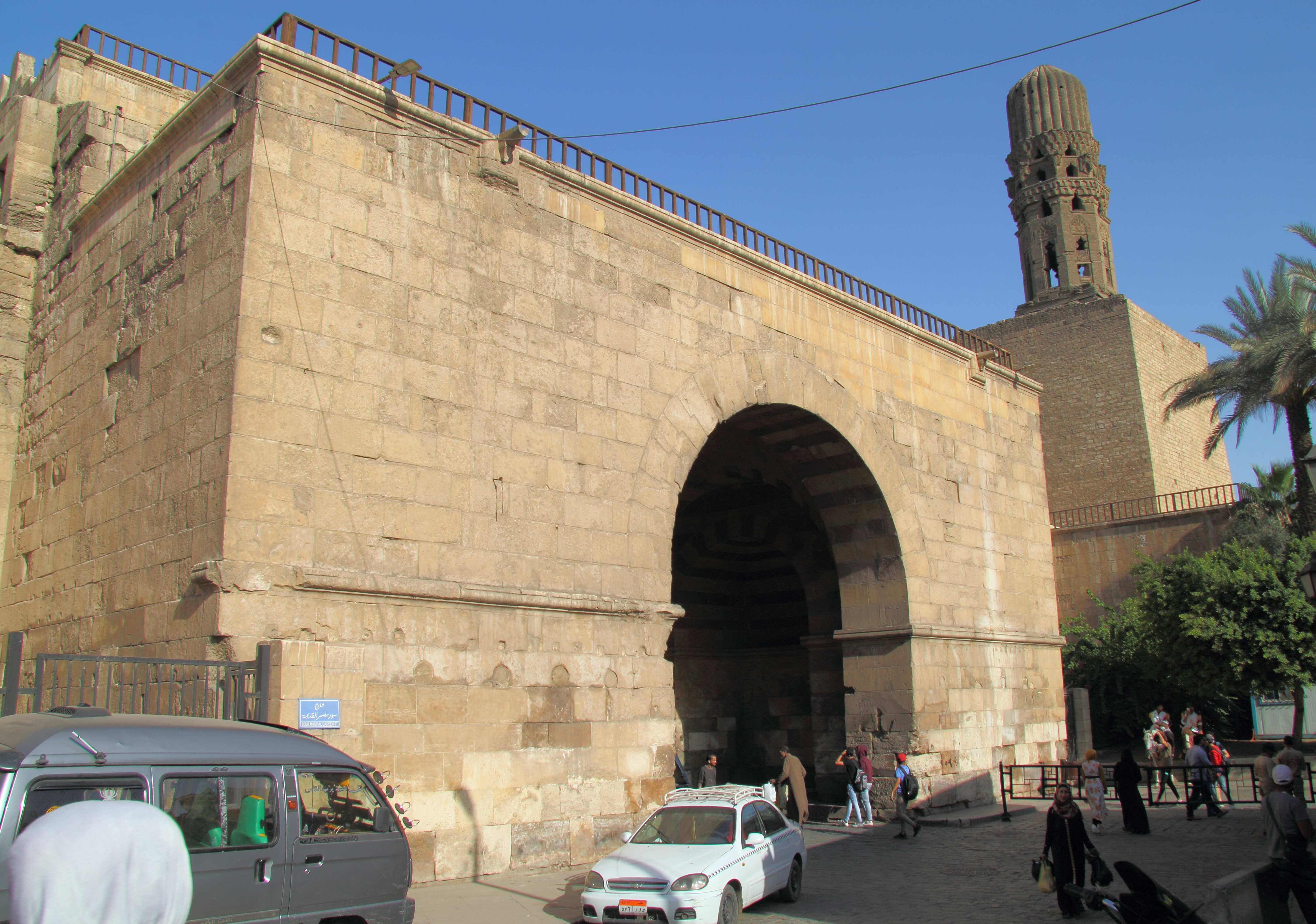
Innenseite des Tores, von Süden gesehen
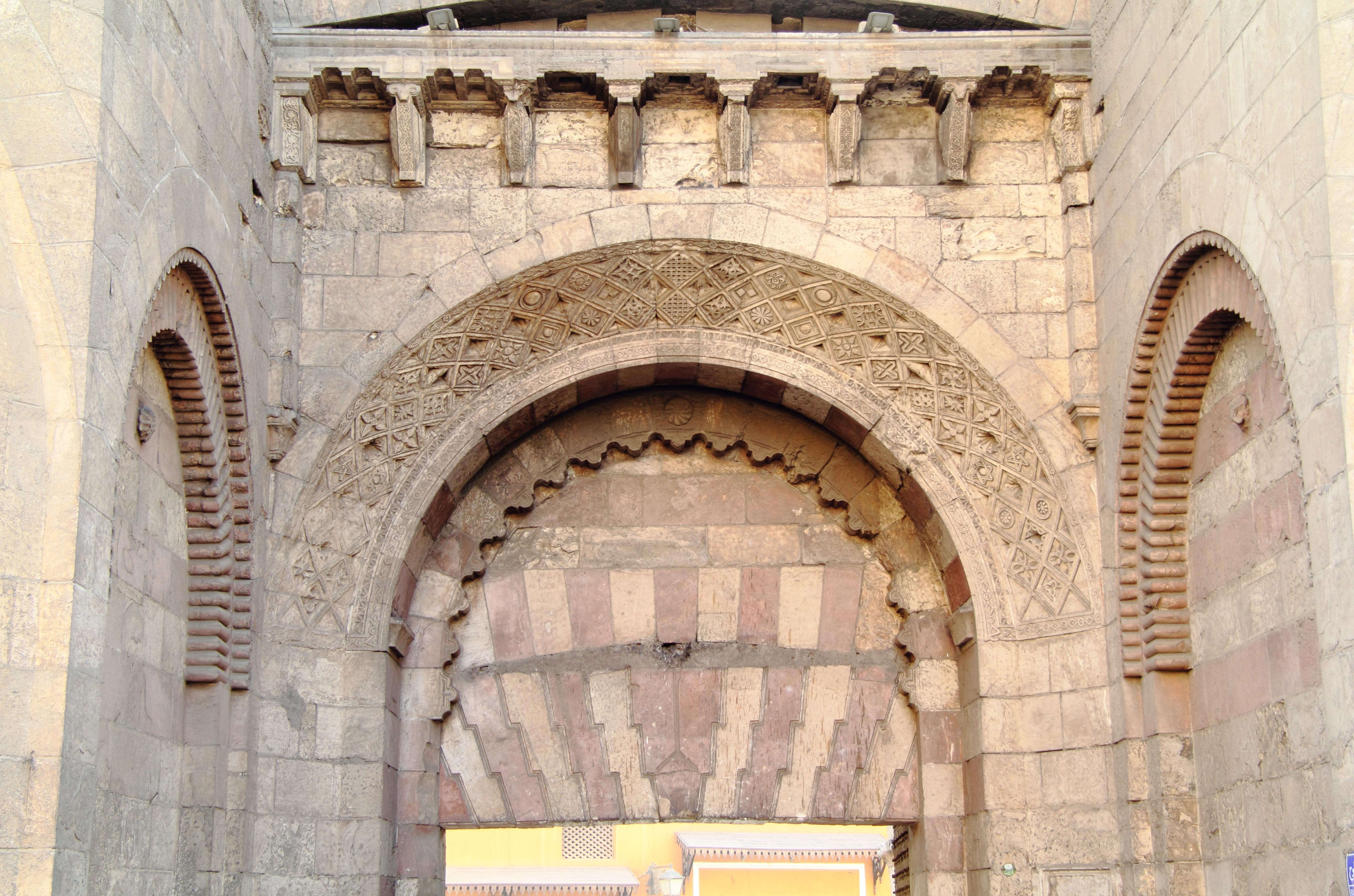
Dekoration des Durchgangs von nahem
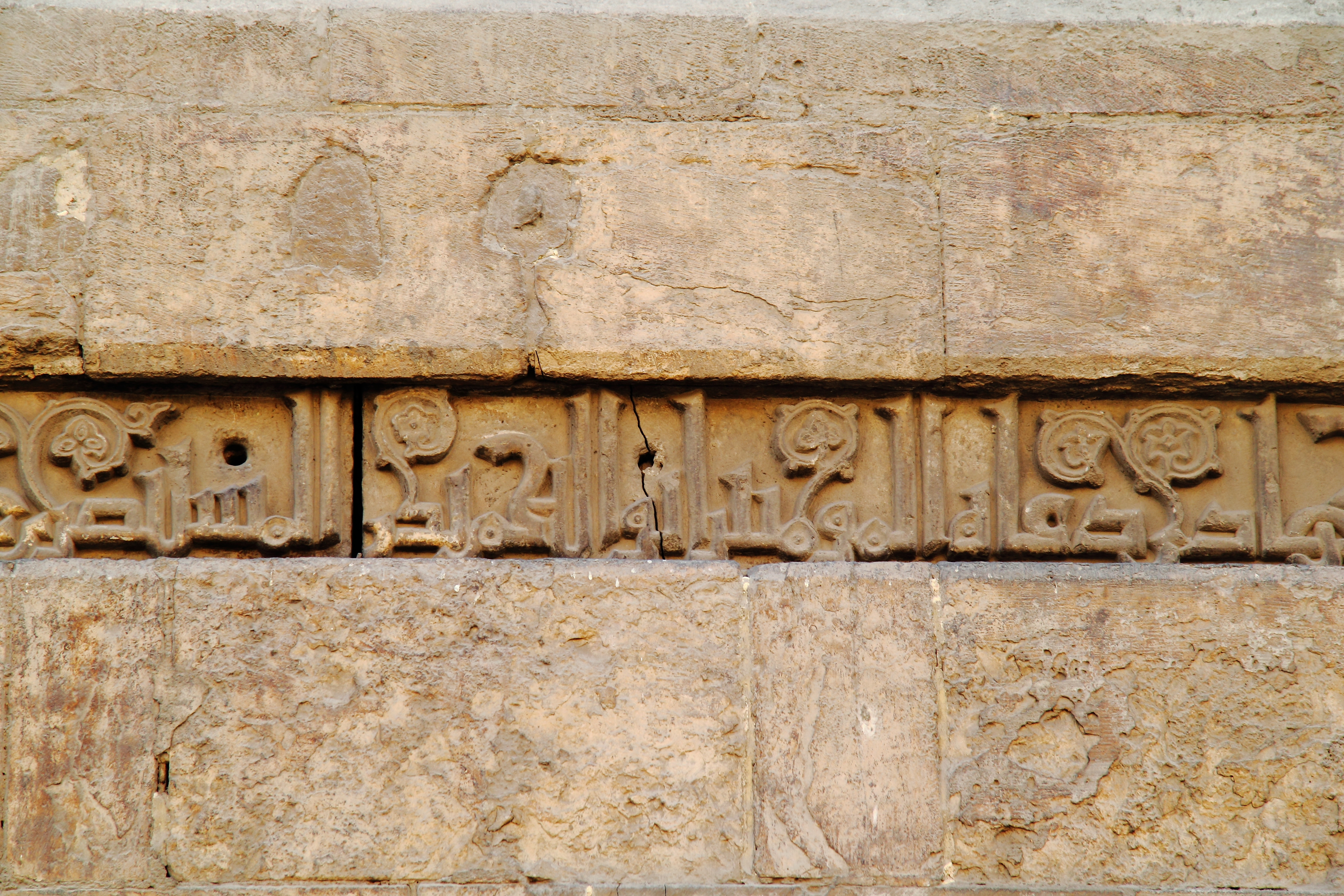
Mauerinschrift neben dem Bab al-Futuh

Im 11. Jahrhundert geriet das Fatimidenreich in ernste Schwierigkeiten. Ein Staatsbankrott und verschiedene Aufstände brachten das Reich an den Rand der Auflösung. In dieser Situation erhielt der Statthalter von Damaskus Badr al-Dschamali vom Kalifen al-Mustansir weitreichende Sondervollmachten und damit eine De-facto-Regentschaft. Er besiegte die Seldschuken, reorganisierte die Staatsverwaltung sowie das Finanzwesen und beförderte Wirtschaft und Handel. Eine seiner Leistungen war 1087 eine völlig neue Steinmauer um al-Qahira, die die alte Lehmziegelmauer ersetzte und weitere Angriffe der Seldschuken abwehren sollte. Die neue Mauer verlief im Wesentlichen knapp außerhalb der bisherigen Stadtgrenze mit wenigen Erweiterungen. So umfasste sie nun im Norden die al-Hakim-Moschee, die bisher außerhalb der Mauer gestanden hatte. Unmittelbar westlich neben der Moschee entstand das heute noch sichtbare Bab al-Futuh. Weiter östlich, ebenfalls in der Nordmauer das Bab an-Nasr. Im Süden verlief die neue Mauer ein bedeutendes Stück weiter südlich, wodurch die Stadt um einen breiten Streifen erweitert wurde. Hier entstand um 1091/1092 auch das neue Bab Zuweila, das noch heute steht.
Nach Ansicht von Architekturhistorikern zeigen diese drei Tore Merkmale des byzantinischen Stils. Der Kairener Historiker al-Maqrīzī berichtet, dass  Badr al-Dschamali mit dem Bau der drei Tore drei christliche Mönche aus Edessa in Ostanatolien beauftragt hatte, die vor den Seldschuken nach al-Qahira geflohen waren.
Das Bab al-Futuh ist heute eine bedeutende Sehenswürdigkeit im modernen Kairo.